# Votorantim Celulose e Papel
Votorantim Celulose e Papel foi uma empresa pertencente ao Grupo Votorantim, dedicada ao ramo de papel e celulose e que possuía unidades em Jacareí e Capão do Leão.
Suas fábricas possuíam a maior tecnologia no mundo para a produção de papel.
Em 1 de setembro de 2009 a empresa se fundiu com a Aracruz Celulose para formar a Fibria.